# Carta topográfica

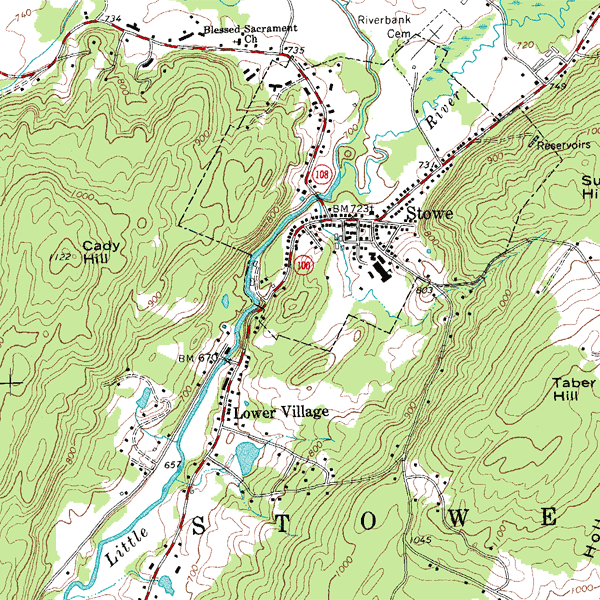
Extrato de carta topográfica.

Carta topográfica é a representação, em escala, sobre um plano dos acidentes naturais e artificiais da superfície terrestre de forma mensurável, mostrando suas posições planimétricas e altimétricas. A posição altimétrica ou relevo é normalmente determinada por curvas de nível, com as cotas referidas ao nível do mar. 
Normalmente o mapa topográfico mostra tanto o relevo natural quanto o artificial, gerado pela ação do homem. O Centro de Informações Topográficas dos Estados Unidos o define assim:
"Um mapa topográfico é uma representação gráfica detalhada e precisa dos relevos naturais e artificiais"
Contudo, popularmente, chama-se mapa topográfico qualquer mapa de pequena escala que apresente, de maneira genérica, o relevo de uma determinada região.
Assim, carta topográfica é o documento que representa, de forma sistemática, geralmente em escalas entre 1:100 000 e 1:25 000, a superfície terrestre por meio de projeções cartográficas.
Note que cartas topográficas não são mapas, embora guardem com esses muitas semelhanças. Ao contrário dos mapas, que representam certas porções bem definidas do espaço terrestre, como cidades, estados, países, mares, cujos limites são físicos ou políticos; os limites de uma carta topográfica são matemáticos, geralmente meridianos e paralelos.
É elaborada a partir de aerofotogrametria. Acidentes naturais e artificiais onde elementos planimétricos (obra) e altimétricos (relevo) são geometricamente bem representados.

Utilizada para delimitação de bacias, visualização de pequenos corpos de água, para preservação e recuperação condutas de águas degradadas.
Ela inclui os elementos da natureza, como o relevo, a hipsometria (representação da altitude por meio de escala cromática), a estrutura geológica, a hidrografia e a vegetação do solo. No mapa hipsométrico, por exemplo, a representação das altitudes é feita por cores.

## As cores
- Verde: corresponde as planícies e suas altitudes variam de 0 a 100 metros
- Amarelo: corresponde  aos médios planaltos e suas altitudes  variam de 100 a 500 metros
- Marrom: corresponde aos planaltos e suas altitudes  variam de 500 a 1 200 metros
- Vermelho: corresponde à altitudes elevadas superiores aos 1 200 metros
- Branco: corresponde as baixíssimas profundidades  que variam de 0 a 100 metros
- Azul claro: corresponde as altíssimas profundidades  de 100 a 200 metros
- Azul: corresponde as altíssimas profundidades que variam de  2 000 a  6 000 metros
- Azul marinho: corresponde as altíssimas profundidades  de 6 000 a 11 020 metros (fossas marinhas)